# Zbrodnie niemieckie na polskich jeńcach wojennych w czasie II wojny światowej

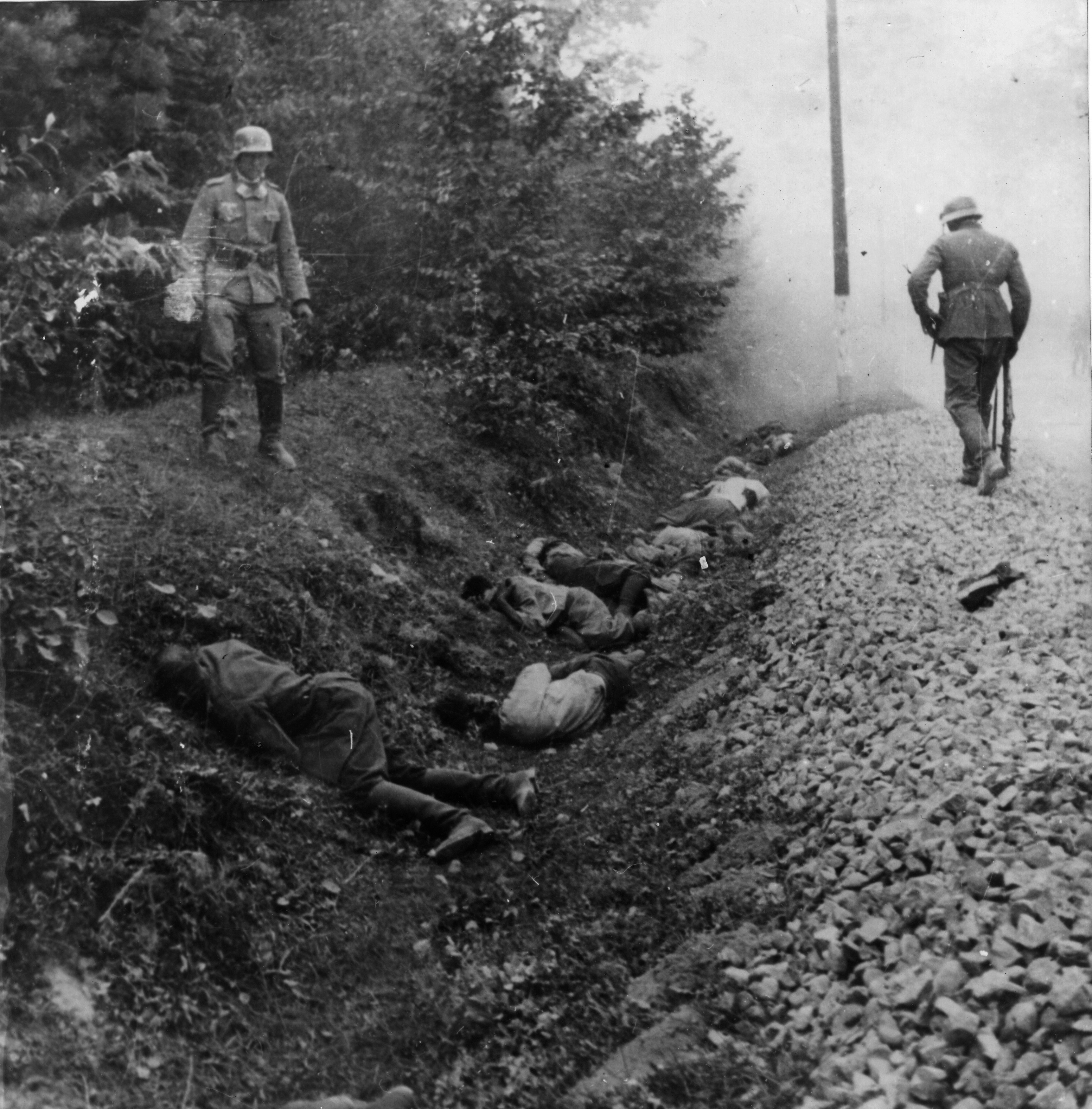
Polscy jeńcy wojenni zamordowani przez żołnierzy Wehrmachtu, wrzesień 1939

Zbrodnie niemieckie na polskich jeńcach wojennych w czasie II wojny światowej – podczas kampanii wrześniowej w 1939 r., która zapoczątkowała II wojnę światową, nazistowskie Niemcy dokonały szeregu zbrodni na polskich jeńcach wojennych. Szacuje się, że w tym okresie Wehrmacht dokonał masowych mordów na co najmniej 3000 polskich jeńcach. Do największych zbrodni należały masakry w Ciepielowie (8 września 1939 r., ok. 300 ofiar) i w Zambrowie (ok. 200 ofiar). Większość z tych okrucieństw jest klasyfikowana jako zbrodnie wojenne Wehrmachtu. Żołnierze Wojska Polskiego żydowskiego pochodzenia byli ofiarami dodatkowych okrucieństw.
Szereg innych okrucieństw wobec polskich jeńców wojennych miało miejsce w późniejszym okresie wojny, zwłaszcza na froncie wschodnim (np. zbrodnia w Podgajach w 1945 r., ok. 200 ofiar).